# Mięguszowieckie Szczyty

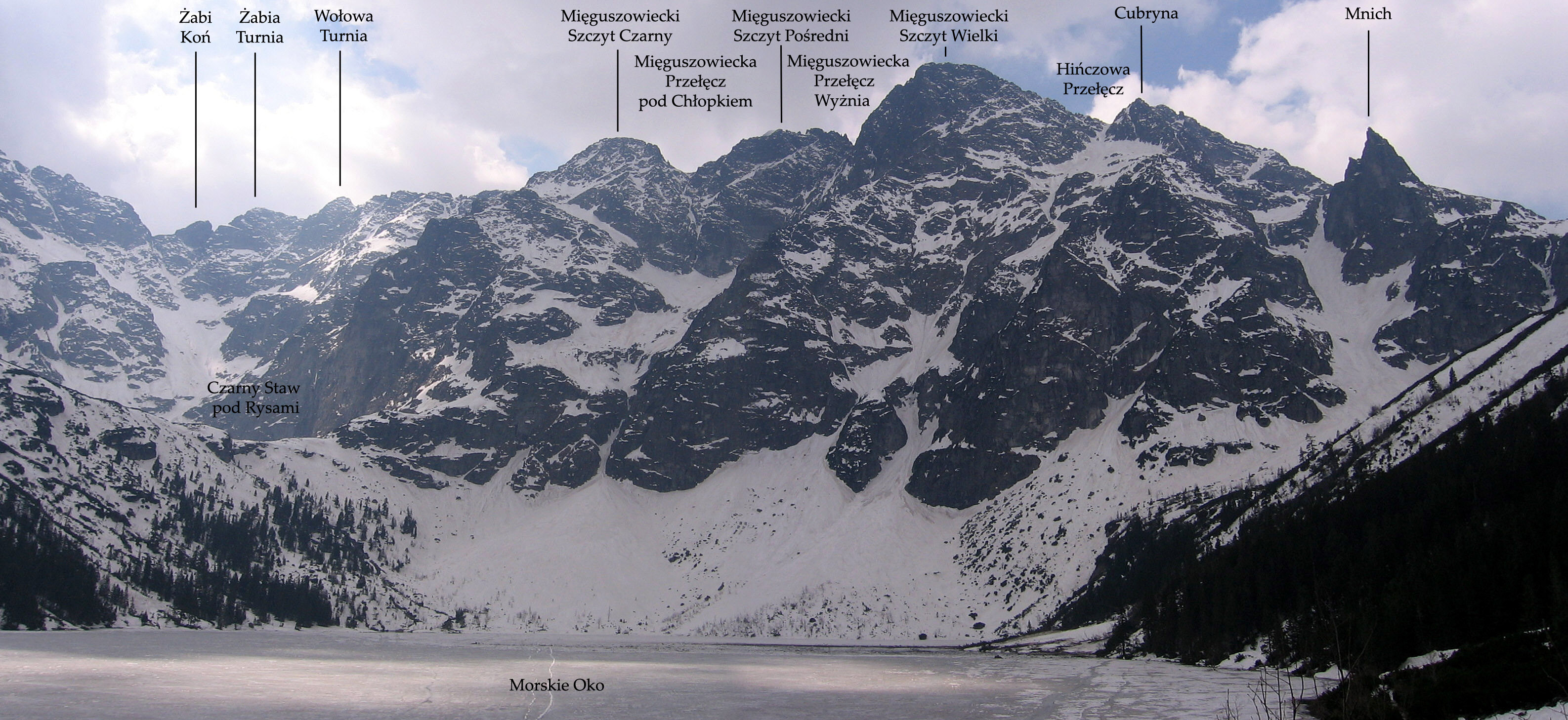
Szczyty otaczające Morskie Oko

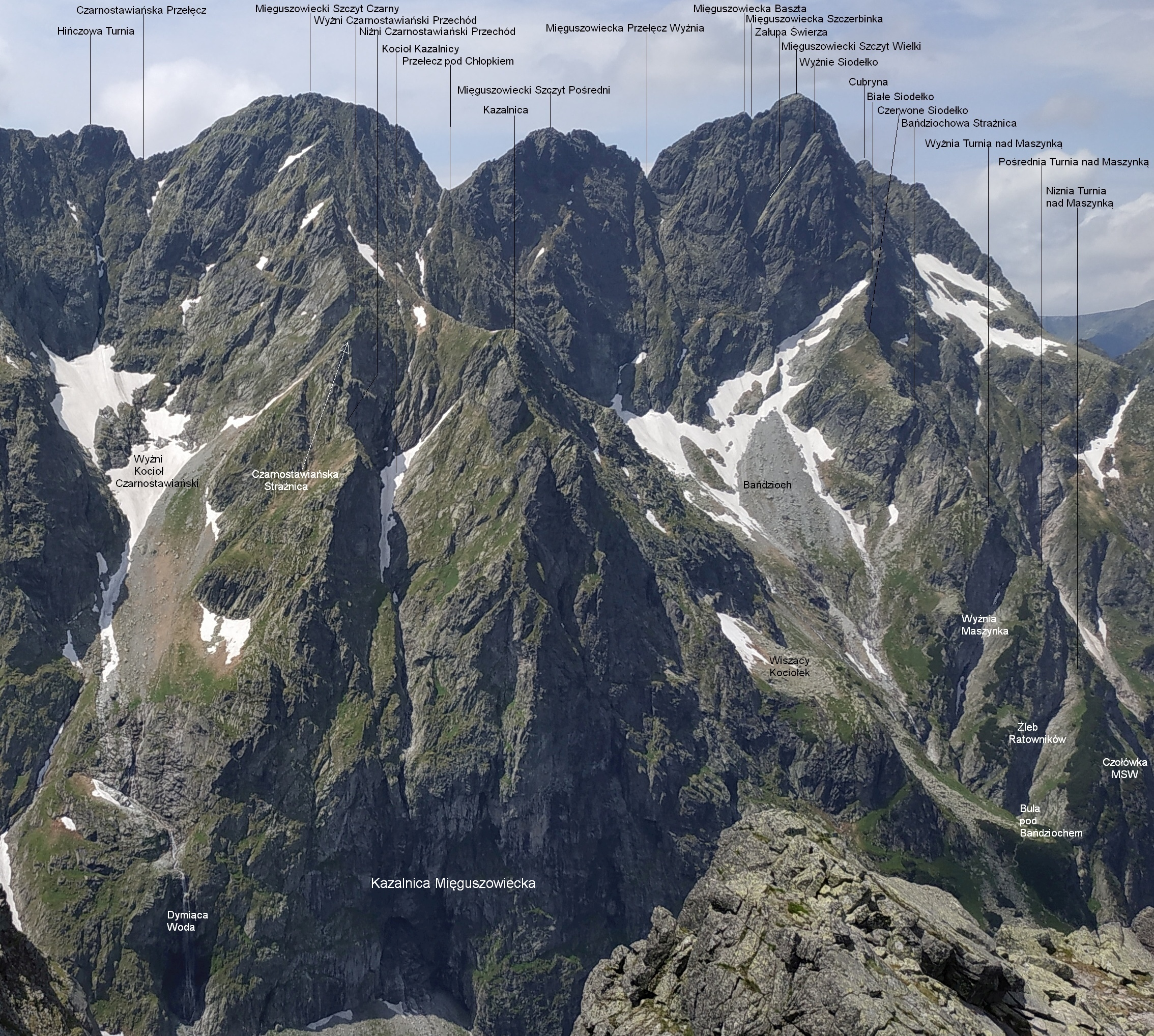

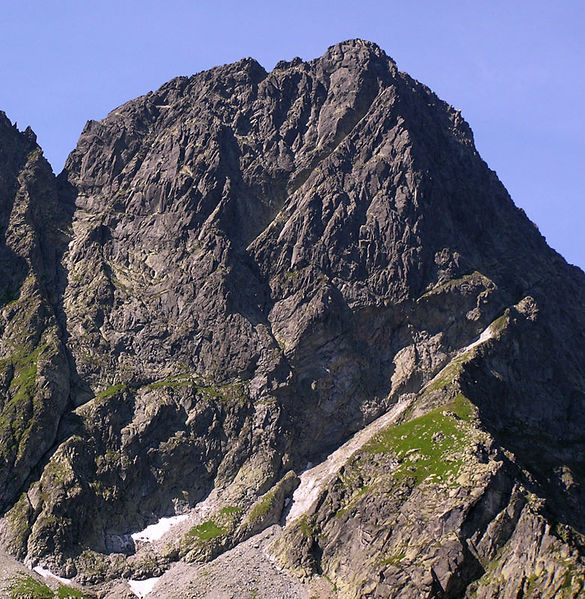
Wschodnia ściana Mięguszowieckiego Szczytu Wielkiego

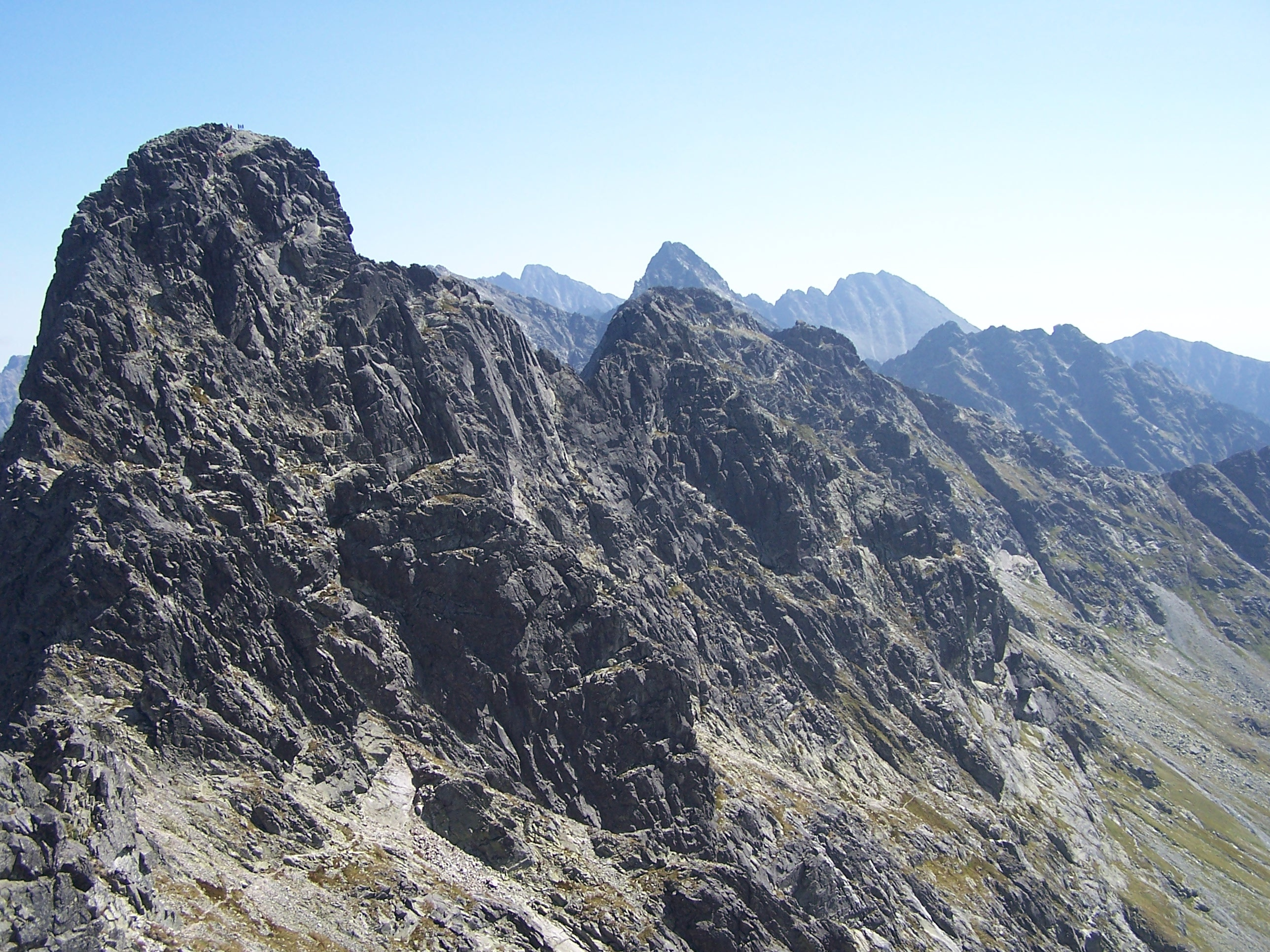
Mięguszowiecki Szczyt Wielki i Czarny

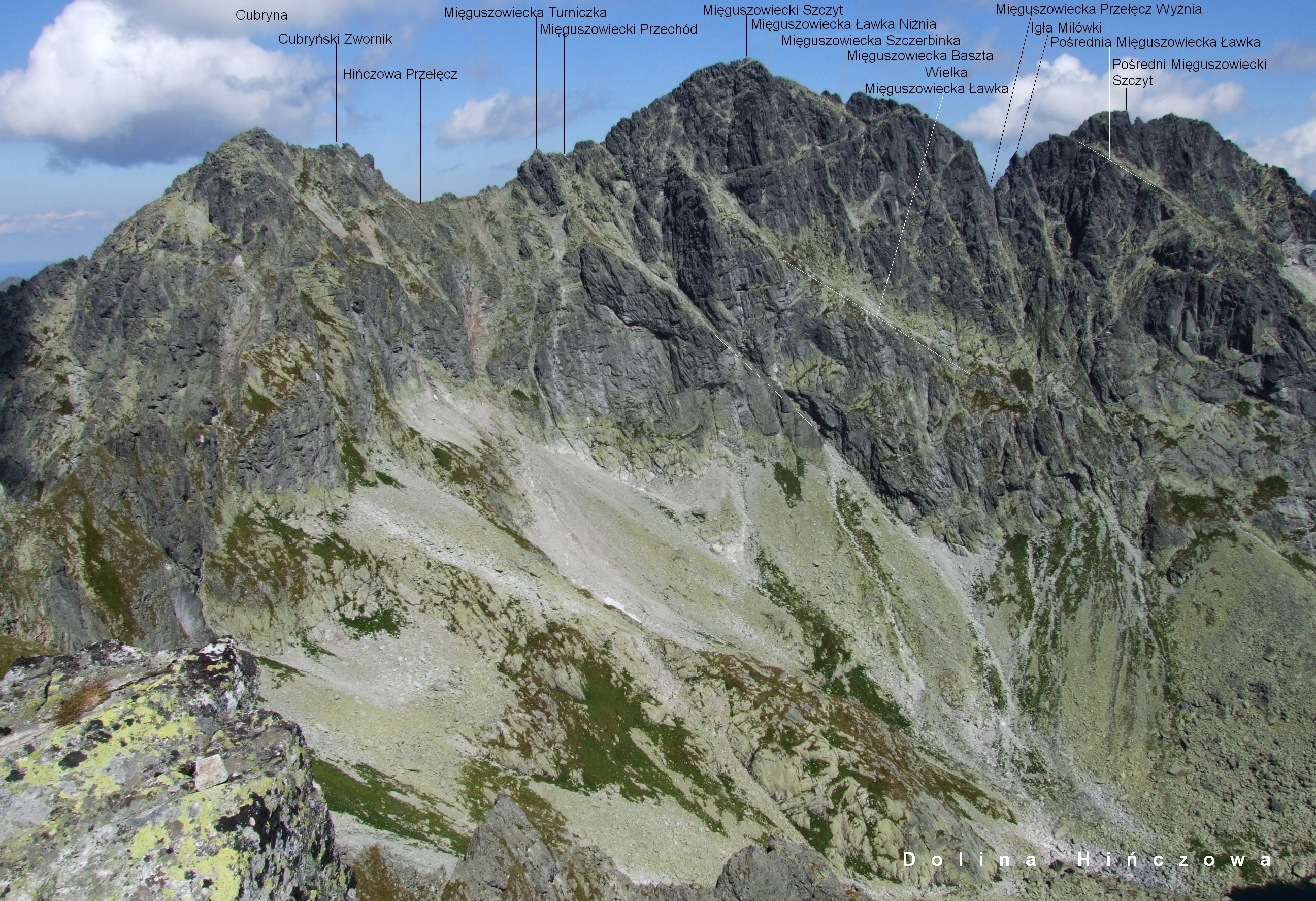
Mięguszowieckie Szczyty z Ramienia Koprowego

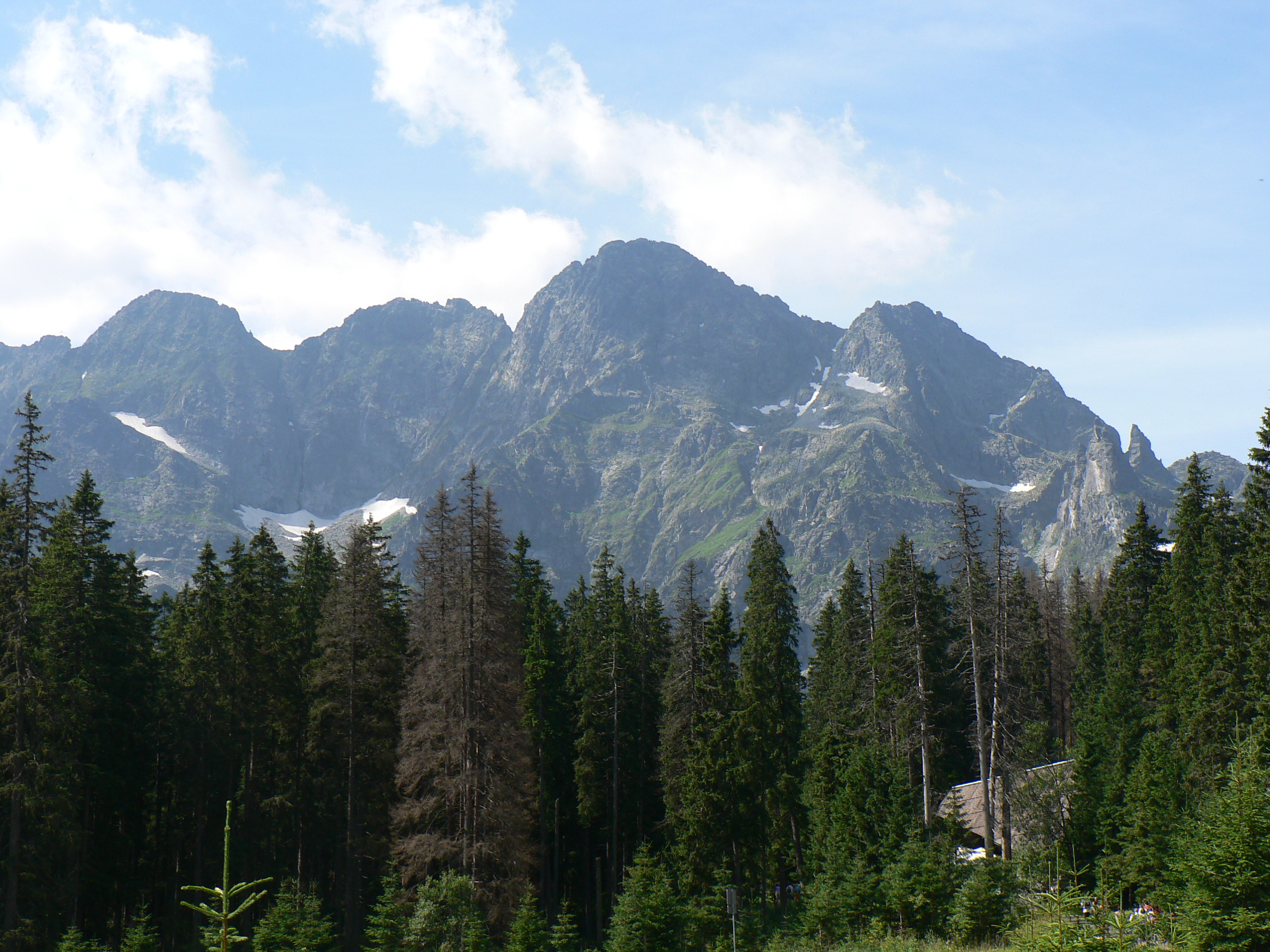
Mięguszowieckie Szczyty z Włosienicy

Mięguszowieckie Szczyty (słow. Mengusovské štíty) – grupa trzech potężnych szczytów na granicy polsko-słowackiej, w głównej grani Tatr rozdzielającej Dolinę Rybiego Potoku i Dolinę Mięguszowiecką. Najwyższy z nich jest Mięguszowiecki Szczyt (2438 m, drugi co do wysokości szczyt Polski), wznoszący się nad taflą Morskiego Oka, na wprost schroniska. Kolejno w kierunku wschodnim znajdują się: Mięguszowiecki Szczyt Pośredni (2393 m) oraz Mięguszowiecki Szczyt Czarny (2410 m), górujący już nad Czarnym Stawem pod Rysami.

## Topografia
Cały masyw ograniczony jest przełęczami: Czarnostawiańską (oddzielającą od Wołowego Grzbietu) i Hińczową (oddzielającą go od Cubryny). Między Czarnym a Pośrednim Szczytem Mięguszowieckim leży szerokie siodło Mięguszowieckiej Przełęczy pod Chłopkiem z charakterystyczną turniczką przypominającą ludzką postać (Chłopek). Na przełęcz tę wyprowadza znakowany zielono szlak turystyczny z kotliny Morskiego Oka i Czarnego Stawu pod Rysami. Między Pośredni a Wielki Szczyt Mięguszowiecki wcina się Mięguszowiecka Przełęcz Wyżnia.
Mięguszowiecki Szczyt Wielki ma dwa wierzchołki rozdzielone Mięguszowiecką Szczerbiną. W grani opadającej z wierzchołków na Hińczową Przełęcz położona jest charakterystyczna Mięguszowiecka Turniczka. Mięguszowiecki Szczyt Pośredni ma trzy wierzchołki, najwyższy z nich jest północno-zachodni. W grani opadającej z niego na Mięguszowiecką Przełęcz Wyżnią znajdują sięIgła Milówki i Cienka Igła, rozdzielone Szczerbiną między Igłami. Od wierzchołka Mięguszowieckiego Szczytu Czarnego w kierunku północno-wschodnim odbiega krótka grań zakończona 600-metrową ścianą Kazalnicy Mięguszowieckiej, najsłynniejszym urwiskiem polskich Tatr i popularnym obiektem dla wspinaczy. Po słowackiej stronie podsypane piargami ściany Mięguszowieckich Szczytów opadają do kotła Wielkiego Hińczowego Stawu i nie są od tej strony tak groźne z racji wysokiego położenia tego stawu (1945 m).

## Nazewnictwo
Swoją nazwę Mięguszowieckie Szczyty zyskały jako wierzchołki dominujące ponad Doliną Mięguszowiecką, a pośrednio od położonej na spiskim Podtatrzu wsi Mięguszowce. Nazwę tę podawał już w 1852 Antoni Hoborski. Dawniej nazywano masyw także Hrubym Wierchem, a w języku niemieckim od 1891 Chalubinski–Spitze (szczyt Chałubińskiego).

## Opis
Poniżej szczytów rozciąga się widoczne znad brzegów Morskiego Oka piarżysko Bańdziocha, zwanego też Mięguszowieckim Kotłem. Zalega w nim największy w polskich Tatrach, noszący cechy szczątkowego lodowca, płat wiecznego śniegu (tzw. śnieżnik) – Lodowczyk Mięguszowiecki. Pomiędzy Bańdziochem a Przełęczą pod Chłopkiem znajduje się Wyżni Bańdzioch, zaś w zboczach Mięguszowieckiego Szczytu Wielkiego opadających nad Morskie Oko – Mały Bańdzioch.
900-metrowe północne ściany Mięguszowieckich Szczytów są miejscem często odwiedzanym przez taterników. W środowisku wspinaczy potocznie nazywane są Mięguszami. Szczyty mają jedne z największych ścian w Tatrach, a wierzchołki ich nie są dostępne szlakami turystycznymi. Najłatwiejszy dostęp jest do Mięguszowieckiego Szczytu Czarnego, natomiast na Mięguszowiecki Szczyt Wielki z Przełęczy pod Chłopkiem prowadzi trudna Droga po Głazach, niedostępna dla turystów.
Wejście na Mięguszowiecką Przełęcz pod Chłopkiem od strony słowackiej nie nastręcza większych technicznych trudności, lecz jest nieznakowane. Od polskiej strony na przełęcz wyprowadza efektowny i emocjonujący szlak turystyczny, w niekorzystnych warunkach pogodowych niebezpieczny. Szczególnie niebezpieczne jest przejście (szczególnie przy zalodzeniu) eksponowaną i wąską Galeryjką pod północnym urwiskiem Mięguszowieckiego Szczytu Czarnego.

## Przyroda
Na Mięguszowieckich Szczytach rośnie wiele rzadkich gatunków roślin. M.in. bylica skalna, jastrzębiec włosisty, warzucha tatrzańska, rogownica jednokwiatowa, skalnica odgiętolistna, rutewnik jaskrowaty, gnidosz Hacqueta, przymiotno węgierskie i ukwap karpacki – gatunki w Polsce występujące tylko w Tatrach i to na nielicznych stanowiskach.

## Szlaki turystyczne
– jeden z trudniejszych w polskich Tatrach szlak znad Czarnego Stawu przez Bańdziocha, Siodło za Kazalnicą i Galeryjkę na Przełęcz pod Chłopkiem. Czas przejścia znad Czarnego Stawu na przełęcz: ok. 2:30 h, ↓ 2 h.